# محمد تقي البرغاني
الشيخ محمد تقي الْبَرَغاني (ت. 1264 هـ). هو رجل دين وفقيه شيعي إيراني من رجال العهد القاجاري، وكان معاصراً لنشوء الفرقة البابية في إيران، وهي الفرقة الأم التي تولدت منها الديانة البهائية، وقد تُوفي مقتولاً بسبب نهوضه ضد الحركة البابية آنذاك، ولذلك يُطلق عليه مريدوه لقب الشهيد الثالث. وعاصر البرغاني قبل ذلك فترة بروز أحمد بن زين الدين الأحسائي التي نُسبت إليه الفرقة الشيخية، والبرغاني هو أول من كفَّر الأحسائي في حوادث معروفة ومسجلة في سيرة الأحسائي. وقد ترجم له خير الدين الزركلي في الأعلام قائلاً عنه: «فقيه إمامي. نسبته إلى برغان (من قرى طهران)».

## مقتله
قال محسن الأمين في ترجمته للبرغاني في أعيان الشيعة: «قتله البابية في مسجده وهو ساجد، ضربوه ثماني ضربات فبقي يومين ومات، وهو المعروف بالشهيد الثالث». وقد حكى عبد الحسين الأميني قصة مقتل البرغاني بتفصيل أكثر في ترجمته له في شهداء الفضيلة إذ قال هناك: «خرج في منتصف ليلة الواقعة على عادته الجارية إلى المسجد آخذاً فيه بأطراف العبادة والتضرع والبكاء ولما أزف الفجر دخل عليه لمة من طغمة البابية، وهو آنئذ يبتهل إلى المولى سبحانه بقراءة المناجاة الخمسة عشر، وهو يقول «لم تقتلوني»، فأتته طعنة ثالثة على فمه الشريف، وأثخنوه بجراحات ثمان، فبادر مع ذلك إلى الخروج عن المسجد حذار تلويثه بدمه الزاكي، وإذا بلغ باب المسجد سقط على الأرض مغشياً عليه ثم حمل إلى داره، وقضى بعد يومين لم يتسنَّ له فيهما الكلام لمكان الجرح في فمه ولسانه».
وقال علي النمازي الشاهرودي عند تعداده لوفيات الأعلام في كتابه مستدرك سفينة البحار عند ذكره لوفيات سنة 1263 هـ: «وفيه 17 ذي القعدة توفي العلامة المحقق الشهيد الحاج ملا محمد تقي بن محمد برغاني صاحب مجالس المتقين وغيره».

## نظرة علماء الشيعة
- قال محمد علي اللكنوي الكشميري في كتابه الفارسي نجوم السماء في تراجم العلماء ما تعريبه: «من أعاظم مجتهدي قزوين وأكابر العلماء المتفقين والشهداء السعداء الأسعدين».(1)
- قال حسن الصدر في ترجمته له في تكملة أمل الآمل: «الحاج محمد تقي بن محمد البرغاني القزويني المعروف بالشهيد الثالث، من أعاظم علماء عصره، والمبرّزين في المرجعية في التدريس والفتوى»،[6] ثمّ قال: «وكان واسع الباع في الفقه، كثير الاطلاع، تامّ الاستحضار للفتاوى وكلمات الفقهاء، حسن المحافظة، جيّد الوعظ».[7]
- آغا بزرگ الطهراني: «هو (...) الشهير بالشهيد الثالث من جهابذة علماء الإمامية ومشاهير فقهائهم المجاهدين في هذا القرن».
- محمد حرز الدين: «كان عالماً أديباً فذّاً، مجاهداً، آمراً بالمعروف ناهياً عن المنكر، لا يخشى سلطان عصره فتح علي شاه القاجاري».
- قال فيه محمد علي المدرّس التبريزي في كتابه الفارسي ريحانة الأدب ما ترجمته: «من أكابر علماء الشيعة»، ثمّ قال: «وكان كثير العبادة والزهد والتقوى وإحياء الليل، يصرف أوقاته في ترويج أحكام الدين وتخريب أساس المبتدعين».(2)
- عبد الحسين الأميني: «هو مثال الفقه والتقى، وعلم العلم والهدى، وأحد جهابذة الإسلام النابهين، وعلمائه المحققين، والأوحدي من المجاهدين، الذين شكرهم العلم والدين».[8]

## مؤلفاته
| - مجالس المتقين. مقتل فارسي مرتب على خمسين مجلساً. - عيون الأصول. مرتب على مقدمة ومطالب وخاتمة، وقال فيه آغا بزرگ الطهراني أنه «الغالب فيه الاعتراض على صاحب القوانين»، وصاحب القوانين هو أبو القاسم القمي. | - ملخص العقائد. كبير في علم الكلام. - منهج الاجتهاد. في شرح شرائع الإسلام. - القضاء عن الأموات. - قضاء الصلوات. |

## الهوامش
- 1 - وأصل العبارة بالفارسية هكذا: «از اعاظم مجتهدین قزوین و اکابر علمای متفقهین و شهدای سعدای اسعدین بود».[15]

- 2 - وأصل العبارة بالفارسية هكذا: «ملا محمدتقی بن محمد معروف بشهید ثالث، برغانی‌الأصل قزوینی‌المسکن والمدفن از اکابر علمای شیعه می‌باشد، در شهر قزوین بتحصیل ادبیّات و علوم عربیّه پرداخت، پس در قم چند روزی حاضر درس صاحب‌قوانین و در اصفهان نیز در حوزۀ جمعی از اکابر علمی حاضر شد، سپس در عتبات از شیخ جعفر کاشف‌الغطاء و صاحب ریاض و پسرش سید مجاهد علوم دینیّه را اخذ کرد، بسیار عابد و زاهد و باتقوی و شب‌زنده‌دار بود، اوقاتش در ترویج احکام دین و تخریب اساس مبتدعین مصروف شد».[16]